# Laemophloeus articeps
Laemophloeus articeps is een keversoort uit de familie dwergschorskevers (Laemophloeidae). De wetenschappelijke naam van de soort werd in 1895 gepubliceerd door Arthur Sidney Olliff.